# Medvedgrad
Medvedgrad je stari grad (gradina, utvrđenje) sagrađen u 13. stoljeću (1249. – 1254. g.) nakon provale Mongola 1242. g. Smješten je na južnim padinama planine Medvednice, na brdu Mali Plazur, na visini od 593 m. Riječ je o području na kojem tragove života možemo pratiti još od prapovijesti. Takav smještaj pružao je odličan položaj za nadzor okolice i omogućavao je kontrolu prometnih putova prema Slavoniji i Turopolju. Ime dobiva po samoj planini Medvednici, a u brojnim ispravama spominje se u različitoj mađarsko-slavenskoj terminologiji. Naziv Arx ursina dobiva tek krajem 17. stoljeća. Bio je jedna od najvećih utvrda u Hrvatskoj.
Na Medvedgradu se nalazi ranogotička kapelica sv. Filipa i Jakova i Oltar domovine, spomenik palim hrvatskim vojnicima u Domovinskom ratu. S Medvedgrada se pruža prekrasan pogled na Zagreb, koji je uz pogled iz Sljemenske žičare najbolje mjesto za promatranje Zagreba noću.
Janus Pannonius (Ivan Česmički), hrvatski i mađarski humanist, latinski pjesnik i diplomat umro je na Medvedgradu 27. ožujka 1472. godine.

## Povijest istraživanja Medvedgrada
Ivan Arhiđakon Gorički u uvodu Statusa Zagrebačkog Kaptola nastalom sredinom 17. stoljeća donosi prvu pisanu vijest o Medvedgradu, u kojoj se on opisuje samo kao castrum episcopi. Među prvim autorima koji su se osvrnuli na Medvedgrad bio je Baltazar Adam Krčelić koji je citirao veći broj pisanih isprava u kojima se spominje njegovo ime.
Prvi sustavni pregled povijesti Medvedgrada zasnovan na korištenju poznatih mu povijesnih izvora donosi Ivan Kukuljević Sakcinski u svome djelu Događaji Medvedgrada, objavljenom sredinom 19. stoljeća. Povijest grada popratio je izvornim tekstovima srednjovjekovnih isprava, legendama i narodnom tradicijom te slikovnim ilustracijama. Prilog poznavanju povijesti Medvedgrada dao je i Ivan Krsitelj Tkalčić u prva tri sveska Povijesnih spomenika. 
Najnoviji je pregled medvedgradske povijesti, nadovezujući se na starije povjesničare, iznijela Nada Klaić u knjizi Medvedgrad i njegovi gospodari.
S arhitektonske i povjesničko umjetničke strane problematikom grada su se pozabavili Gjuro Szabo i Anđela Horvat.

## Izgradnja Medvedgrada
U novije vrijeme više je puta izneseno pitanje o tome tko je i kada dao graditi medvedgradske zidine. Prvi odgovor na ovo pitanje ponudio je 1854. Ivan Kukuljević Sakcinski koji navodi da je utemeljitelj Medvedgrada bio Filip, biskup zagrebački. Utvrda je sagrađena u razdoblju od 1249. do 1254. u svrhu obrane Kaptola i biskupskih posjeda pred nadolazećom mongolskom opasnošću. Iako je građena na kraljevskom zemljištu, izgradnju je financirala biskupija. Sakcinski prenosi da je teza o Filipu kao graditelju prvi put je spomenuta u 14. stoljeću, stotinjak godina nakon gradnje Medvedgrada, u popisu zagrebačkih biskupa Ivana Arhiđakona Goričkog. U istom popisu navodi se da „solemnis persona“ gradi Medvedgrad kako bi se u njemu mogle pohraniti dragocjenosti stolne crkve u slučaju pohoda Mongola jer Gradec još nije bio izgrađen.
Povjesničarka Nada Klaić odbacuje ovu tezu i smatra da je medvedgradska utvrda nastala prije mongolskih napada 1242. godine. Također, smatra da je u to vrijeme herceg Koloman sagradio Medvedgrad kao dvor, ne kao utvrdu, jer je u tako velikom kompleksu izgrađena palača i kapela. Drugi dokaz tezi je terminologija. Medvedgrad se u terminologiji 13. stoljeća nije mogao drugačije označavati nego kao castrum, ali taj termin sam po sebi ne određuje njegov oblik. 
Ovoj tezi suprotstavio se konzervator i povjesničar umjetnosti Drago Miletić. On smatra da Medvedgrad nije plemićki dvor, nego burg nastao nakon provale Mongola. Svoju tezu potkrepljuje sljedećim razmišljanjem: da je Medvedgrad postojao u vrijeme mongolskih provala, kralj Bela IV. bi se zasigurno sklonio u njega s obzirom na njegove fortifikacijske kvalitete burga.
Miletić smatra da je upravo kralj, a ne biskup Filip, zaslužan za izgradnju utvrde. U osporavanju biskupove uloge u izgradnji Medvedgrada iznosi argumente sukladne onima Nade Klaić.  
Navodi kako bi se prvotno očekivalo da biskup pred navalom Mongola zaštiti svoje sjedište i katedralu, a ne da počne graditi neku utvrdu udaljenu od središta.
Bela IV. zbog strahota proživljenih bježeći od napada Mongola reorganizirao je državni aparat i vojsku. Jedan od poteza je bila i gradnja jakih burgova jer se pokazalo da su Mongoli pred njima nemoćni. Diljem zemlje uznapredovala je njihova gradnja jer se očekivao mongolski povratak.
Ali opasnost je slabila, stoga je kralj započetu utvrdu darovao novoizabranom biskupu Filipu, čovjeku od povjerenja. Miletić potvrdu svoje teze o Medvedgradu kao kraljevskoj utvrdi nalazi i u tome što je Bela, nakon Filipova odlaska s mjesta biskupa, ponovno prisvojio utvrdu.
Lelja Dobronić smatra da odgovor o vremenu nastanka Medvedgrada skriva dokument na koji se u određenom kontekstu pozivaju svi istraživači. Riječ je o pismu pape Inocenta IV. Na crkvenom koncilu koji se održao u Lyonu 1245. Papa je među pet najvećih problema tadašnjeg vremena uvrstio i provale Mongola. Budući da biskup Filip nije imao prikladno zemljište, kralj Bela IV., kojemu je također bilo stalo do obnove, dodijelio mu je područje na planini Medvednici, nedaleko od današnjeg Zagreba. 
Dobronić smatra da je vlasništvo nad Medvedgradom od samih početaka bilo trojako: zagrebačkog biskupa, Kaptola i Bele IV. Filip je svoj udio u izgradnji Medvedgrada obilježio titularom medvedgradske kapele koju je posvetio svojim nebeskim zaštitnicima, sv. Filipu i Jakovu. 
Posljednja arheološka istraživanja koja su se bavila proučavanjem i međusobnom usporedbom skulpturalne dekoracije u Spišu, Ócsi i Medvedgradu proširila su područje patronata hercega Kolomana i kraljevske klesarske radionice.  Iako su rezultati tih istraživana u skladu s tezom Nade Klaić, pitanje nastanka Medvedgrada još nije u potpunosti razjašnjeno. 

## Povijest Medvedgrada
Nakon što je Bela IV. imenovao nekadašnjeg biskupa Filipa ostrogotskim nadbiskupom, upravljanje gradom povjereno je banu Stjepku Šubiću. Medvedgrad je tada postao vrlo važno uporište u obrani gornje Slavonije. U narednim godinama kao vlasnici se izmjenjuju brojni crkveni i svjetovni vladari: od biskupa, banova pa sve do kralja. Zbog nerazjašnjenih vlasničkih odnosa često je bio predmet sukoba između svjetovne i crkvene vlasti. S vremenom je Medvedgrad dobio zloslutno i tamno obilježje te je predstavljao strah i trepet ovih krajeva.  
Tako se u onodobnim tajnim kaptolskim pismima naziva prokletim gradom – Maledictum Castrum Medved. Najpoznatija je medvedgradska priča ona o Crnoj kraljici koja je prodala dušu vragu, a njeni krici odzvanjaju u noć i blago joj je zakopano negdje u unutrašnjosti medvedgradskih zidina. Legenda je to o stvarnoj povijesnoj osobi, Barbari Celjskoj, ženi ugarsko-hrvatskog kralja Žigmunda Luksemburškog. Celjski su vlasnici Medvedgrada postali 1436., a nakon njih vlasništvo nad utvrdom prelazi iz ruke u ruku nekolicine plemićkih obitelji. 
Jak potres 1590. toliko je oštetio kulu, gradske sobe i kapelu, da je tadašnji vlasnik, Stjepko Gregorijanac, bio prisiljen napustiti utvrdu. Medvedgradske su se ruševine zatim ponovno našle pod različitim gospodarima. Posljednji vlasnici bili su baruni Kulmer, u čijem je vlasništvu Medvedgrad bio do kraja Drugog svjetskog rata.

## Arhitektura burga
Burg, riječ njemačkog podrijetla, označava tvrđavicu, zamak, kaštel ili dvorac. Sam pojam burg označava sjedište lokalnog vladara ili plemića, okruženo obrambenim zidovima i grabama. 
Osnovni su elementi burga obrambeni zid, branič-kula i palas, dok je njegova glavna funkcija zaštita od neprijateljskih napada. Njegovu obrambenu ulogu naglašavaju prstenasto postavljeni obrambeni zidovi. Drugi obrambeni element jest branič-kula. Riječ je o višekatnoj građevini, najčešće kvadratnog tlocrta koja predstavlja uporišnu točku unutarnje obrane burga u slučaju prodora neprijatelja unutar obrambenog zida. Također, zbog svoje namijene smještena je na najvišoj točki te je odvojena od obrambenih zidova i ostalih objekata unutar burga. Ulaz u kulu zbog sigurnosnih je razloga bio smješten na prvom katu te mu se moglo pristupiti putem drvenih stepenica ili mosta. Prizemlje kule najčešće služi kao tamnica, a u kriznim vremenima može poslužiti kao spremište hrane. U njemu nema otvora stoga mu se pristupa iz unutrašnjosti prvog kata. U gornjim dijelovima kule nalazi se rezidencijalni dio njena vlasnika.
Palas, treći osnovni dio burga, glavna je višeetažna stambena zgrada. U donjoj etaži nalazio se podrum koji ima primarno gospodarsku namjenu. Prizemlje i prvi kat namijenjeni su gospodarovu boravku. Također, palas je najreprezentativniji i jedini grijani prostor u gradu.
Osim ova tri elementa, koji se ističu svojim volumenom, postoje još kapela i cisterna koje predstavljaju dva manja nužna elementa za funkcioniranje srednjovjekovnog burga. Zbog svojih debelih vanjskih zidina burgovi su bilo gotovo neosvojivi u jurišima, stoga je opsada korištena kao češća ratna strategija pri pokušaju njegova osvajanja. Koliko je neka vojska mogla izdržati opsadu ovisilo je ponajprije o zalihama vode i hrane. Budući da bunari nisu bili pogodni zbog visinskog položaja, građene su cisterne. Dva su osnovna tipa cisterni: veliki podzemni zidani nadsvođeni prostor u koji se direktno dovodila kišnica s obližnjih krovova ili cisterna s filtrom, kod kojeg bi kišnica prvo prolazila kroz kameni filtar te se potom pročišćena iscijedila u središnje zidano grlo. Kapela, kao druga najreprezentativnija građevina burga, mogla je biti smještena uz palas, ulaznu kulu ili je mogla biti zasebna građevina. 

## Arhitektura Medvedgrada
Medvedgrad je naš najreprezentativniji i najbolje sačuvani primjer srednjovjekovnog burga. S dužinom od 170 m, posjeduje sve navedene elemente klasičnog burga visoke kvalitete.
Smješten je na strateški vrlo važnom položaju, na južnim padinama Medvednice, u neposrednoj blizini političkog i crvenog središta srednjovjekovne Slavonije, Gradeca i biskupskog Kaptola 
Do samog burga vodio je put koji je išao od Zagreba preko Mlinova, Šestina i Kraljičina zdenca, a u smjeru Gračana prema Remetama išla je i javna cesta sagrađena još u vrijeme Rimljana.
Grad je izvana bio utvrđen dubokim jarkom i nasipom koji se protezao duž južne strane. Na sjevernom potezu jarak nije bio potreban zbog strmog pada terena. Stambeni dio bio je okružen dvostrukim prstenom obrambenih zidova.
U grad se ulazilo kroz vrata na sjevernoj strani u predprostor koji je tankim vanjskim zidom spajao prva i druga gradska vrata. S njegove lijeve strane nalazi se uzdignuti polukružni prostor ili objekt koji je branio sjeverni dio grada. Do drugih vrata stizalo se uskim koridorom između unutrašnjeg i vanjskog prstenastog zida. U slučaju prodora i kroz druga vrata, neprijatelj se našao pod unakrsnim napadima braniča iz južne kule te onih iz stambenog dijela.
Treća gradska vrata bila su utvrđena ulaznom gradskom kulom ili galerijom s jako naglašenim rustičnim kvadratima. Pretpostavlja se da je upravo iznad tih vrata bio uzidan kameni blok s trostrukim grbom koji Anđela Horvat pripisuje krugu Parlerove radionice. Smatra se kako su na trolistu bila ulesana tri grba koji su atribuirani kralju Sigismundu (Žigmundu), njegovoj supruzi Barbari Celjskoj te obitelji Alben.
Kroz treća vrata ulazilo se u najbolje branjeni prostor osiguran visokim unutarnjim bedemom. 
Veliko sjeverno predvorje, koje je imalo funkciju komunikacije i obrane, u svom južnom dijelu završavalo je slijepim prostorom ispred branič-kule, posljednje točke obrane. Branič-kula prvi je izgrađeni objekt unutar burga. Objekti u njenoj okolici nastaju tek sredinom 14. stoljeća. Kvadratnog je tlocrta dužine zida od 12 metara, što je čini jednom od većih branič-kula. Vanjska oplata zidana je kamenom lomljencem koji se vadio iz kamenoloma u neposrednoj blizini Medvedgrada.  Isprva je imala dva kata, a treći kat izveden od opeke dodan je 1574. Na uglovima je imala rustične kvadre. Ulaz u kulu nalazio se na prvom katu, a vrata su, kako Mirnik navodi, bila nadsvođena romaničkim lukom, što je za ono vrijeme rijetka pojava. Pretpostavlja se kako su u donjim etažama postojali manji prozorski otvori dok je treći kat imao veće otvore pogodne za obranu. 
Južna kula bila je smještena s druge strane dvorišta nasuprot ulaza u stambeni dio. Uglovi su također bili pojačani kvadrima (ali samo od sredine južnog dijela). Ulaz se nalazio na katu. 
Palas je bio smješten uz istočni i zapadni obrambeni zid te je zauzimao najveći dio stambenog prostora.  Dva zida zajednička su mu s unutrašnjim obrambenim zidom dok su ostali znatno tanji i građeni opekom. Dio palasa uz zapadni zid bio je sastavljen od tri dijela od kojih su najbolje sačuvani podrumi. O natkrivenosti tog prostora svjedoče ostatci konstrukcije drvenog grednika. Od katova su ostali sačuvani samo dijelovi arhitektonske plastike. Pronađeni navoji bifora i dijelova vrata svjedoče o raskošnosti i reprezentativnosti arhitekture palasa te se smatraju najljepšim takvim primjercima toga razdoblja kod nas. Palas je nadograđen u 15. stoljeću, za vrijeme upravljanja češke plemenitaške obitelji Albeni, o čemu svjedoči nalaz velikog broja tzv. “čeških prozora“.
Na uzdignutom istočnom dijelu nalazila se kapela. Južno od kapele nalazio se dio palasa od kojega je danas ostao sačuvan samo prizemni dio koji je imao gospodarsku namjenu.
Iz očuvanih crteža i fotografija je vidljivo kako su viši katovi bili namijenjeni za stanovanje. Jedan od razloga njegova ubrzana propadanja se krije u tome što unutrašnji zidovi nisu bili konstruktivno vezani sa zidovima od kamena. Sjeverno od kapele se nalazila cisterna s filtrom nepravilna elipsoidnog oblika. Samu su kapelu uglavnom svi istraživači smještali u sjeverni dio, unutar prostora branič-kule i sjevernog zida. Zidana je opekom, dok je dekorativna plastika kamena. Po svom tlocrtu pripada centralnom tipu kapele pravilno orijentiranom u smjeru istok zapad, s osmerostrukom lađom, pravilnog osmerokutnog tlocrta. Ulaz je bio koncipiran kao romanički portal čiji su kapiteli ukrašeni palmetama, školjkama i biljem. Iznad njega smještena je rozeta sa šesterolisnim ostakljenim mrežištem. Unutrašnjost kapele dobivala je svjetlost putem rozete i šest prozora u lađi te tri manja u zaključku apside. Kapela je presvođena rebrastim svodom čija se rebra podupiru o polustupove u ugaonim stranicama. Lađu od apside dijeli trijumfalni luk. Kapela je u unutrašnjosti bila žbukana i oslikana. Smatra se da je posvećena sv. Filipu i Jakovu. Takav podatak prvi je podastro Kukuljević Sakcinski. Ivan Mirnik zaključuje da nema razloga sumnjati u tu tezu s obzirom na ime biskupa Filipa i na kapelu Sv. Jakova iznad samog Medvedgrada.  
U podgrađu na jugoistočnoj strani burga nalazio se gradski vrt.

## Obnova
Krajem sedamdesetih godina 20. stoljeća Restauratorski zavod Hrvatske počeo je obnovu medvedgradske utvrde, a tom prilikom su pronađeni sjekira iz brončanog doba, gotički pečatnjaci, ulomci keramike, stakla i oružje. Kapela je otkrivena 1981. te je u cijelosti restaurirana. 
Podno južnog bedema 1994. postavljen je Oltar domovine – spomenik žrtvama Domovinskog rata, djelo kipara Kuzme Kovačića. Spomenik je zamišljen kao mjesto namijenjeno odavanju poštovanja Hrvatskoj Domovini.

## Zaštita
Ruševine srednjovjekovnog grada Medvedgrada su zaštićeno kulturno dobro.

## Galerija djela
- Južna kula, Medvegrad
- Kapela, Medvedgrad
- Palas, Medvedgrad

## Poveznice
- Medvednica
- Povijest Zagreba
- Oltar domovine

## Vanjske poveznice
- Utvrda Medvedgrad
- Medvedgrad Hrvatska tehnička enciklopedija, portal hrvatske tehničke baštine. LZMK